# HD92545
HD92545 — хімічно пекулярна зоря спектрального класу F8, що має видиму зоряну величину в смузі V приблизно 8,6.
Вона  розташована на відстані близько 417,1 світлових років від Сонця.